# Siège de Maubeuge (1814)
Pour les articles homonymes, voir Siège de Maubeuge.
Sixième Coalition
Batailles
Campagne de Russie (1812)
- Liste des batailles
- Mir
- Moguilev
- Ostrovno
- Vitebsk
- Kliastitsy
- Smolensk
- 1re Polotsk
- Valoutina Gora
- Moskova
- Moscou
- Winkowo
- 2e Polotsk
- Maloïaroslavets
- Gorodnia
- Czaśniki
- Viazma
- Smoliani
- Krasnoï
- Bérézina

Campagne d'Allemagne (1813)
- Dantzig
- Lunebourg
- Möckern
- Lützen
- Bautzen
- Reichenbach
- Haynau
- Luckau
- Hoyerswerda
- Lauenbourg
- Goldberg
- Gross Beeren
- Katzbach
- Dresde
- Kulm
- Dennewitz
- Peterswalde
- Liebertwolkwitz
- Leipzig
- Hanau
- Sehested
- Torgau
- Hambourg

Campagne de France (1814)
- Sainte-Croix-en-Plaine
- Besançon
- Mayence
- Metz
- Saint-Avold
- 1re Saint-Dizier
- Brienne
- La Rothière
- Campagne des Six-Jours (Champaubert
- Montmirail
- Château-Thierry
- Vauchamps)
- Mormant
- Montereau
- Bar-sur-Aube
- Saint-Julien
- Laubressel
- Berry-au-Bac
- Craonne
- Coutures
- Laon
- Soissons
- Mâcon
- Reims
- Saint-Georges-de-Reneins
- Limonest
- Arcis-sur-Aube
- Fère-Champenoise
- 2e Saint-Dizier
- Meaux
- Claye
- Villeparisis
- Paris

- Feistritz
- Caldiero (en)
- Trieste
- Mincio

- Hoogstraten (de)
- Anvers
- Berg-op-Zoom
- Courtrai

La ville de Maubeuge est assiégée pendant la campagne de France de 1814 par les forces de la Sixième Coalition. Napoléon Ier, qui accordait peu d'importance aux forteresses, confie au général Nicolas-Joseph Maison la conduite des opérations sur la frontière du nord avec des moyens réduits. La petite garnison française de Maubeuge, commandée par le colonel Schouler, résiste victorieusement jusqu'à l'abdication de Napoléon.

## Préliminaires

### Préparatifs de défense français
Depuis le siège de 1793 pendant la guerre de la Première Coalition, les fortifications de Maubeuge n'avaient plus été entretenues, les guerres de la Révolution et de l'Empire se déroulant généralement loin des frontières françaises. Les fortifications étaient en mauvais état et les ouvrages extérieurs de 1793 avaient été abandonnés faute d'effectif pour les défendre, situation très défavorable car plusieurs hauteurs non défendues, notamment celle de La Falize au sud, dominaient la ville et l'exposaient aux tirs d'artillerie. Au début de février 1814, le chef d'escadron Schouler, officier d'artillerie et inspecteur de la manufacture d'armes, est nommé colonel et gouverneur de la place. Il rassemble 100 hommes en dépôt du 1er régiment de chasseurs (avec seulement 30 chevaux), 400 hommes de la Garde nationale du Pas-de-Calais, un bataillon de douaniers dont beaucoup d'hommes avaient déserté, plus les hommes disponibles de la Garde nationale de Maubeuge et des environs : au total, un millier d'hommes, avec 51 canons, alors qu'il aurait fallu un effectif réglementaire de 5 040 hommes pour tenir la place. Schouler fait rassembler des provisions pour trois mois, planter des palissades et couper les ponts sur la Sambre en amont et aval de la ville.

### Avance des forces coalisées et occupation d'Avesnes
Le 3 février 1814, l'armée russe de Ferdinand von Wintzingerode s'empare de Mons tandis que le corps prussien de Friedrich Wilhelm Bülow, après un assaut infructueux contre Anvers, reprend sa route par Louvain vers le sud et l'ancienne frontière française, sans attendre les renforts amenés d'Allemagne par le  duc de Saxe-Weimar. Le général Maison, n'ayant que des troupes peu nombreuses, leur ordonne un repli général vers Tournai et l'ancienne frontière de la Flandre française. Dans les premiers jours de février, la cavalerie des coalisés fait une incursion près de Maubeuge : elle est repoussée à coups de fusil et se retire, laissant un détachement de 500 cavaliers en observation pour couper les communications entre Maubeuge et Valenciennes. Le gros de l'armée, 400 cavaliers et 3 000 fantassins avec de l'artillerie de campagne, traverse la Sambre et se dirige vers Avesnes-sur-Helpe qui se rend sans résistance le 9 février, ce qui permet au corps russe de Wintzingerode de continuer son chemin vers Laon, bientôt suivi par le corps prussien de Bülow, et de faire leur jonction avec la principale armée prussienne (armée de Silésie) commandée par Blücher. Un parlementaire russe est envoyé à Maubeuge pour présenter une proclamation aux habitants et leur demander de se rendre, en faisant savoir que le sous-préfet et le receveur des impôts d'Avesnes avaient déjà mis leurs ressources à la disposition des coalisés ; en outre, il prétend faussement que Napoléon a été battu en Champagne. Les défenseurs de Maubeuge lui ordonnent de se retirer immédiatement s'il ne veut pas être fusillé pour « proclamation séditieuse ». Le colonel Schouler fait établir à Maubeuge une administration provisoire de sous-préfecture pour remplacer celle d'Avesnes.

Armées de 1814
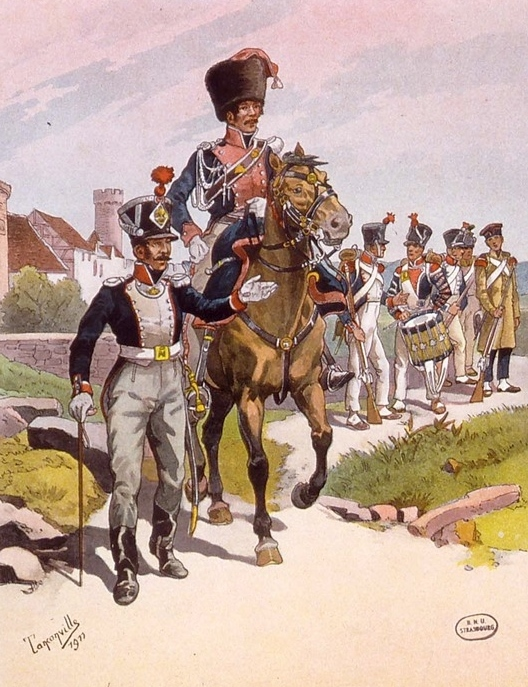
Infanterie de la Garde nationale et guide à cheval français, v. 1813-1815
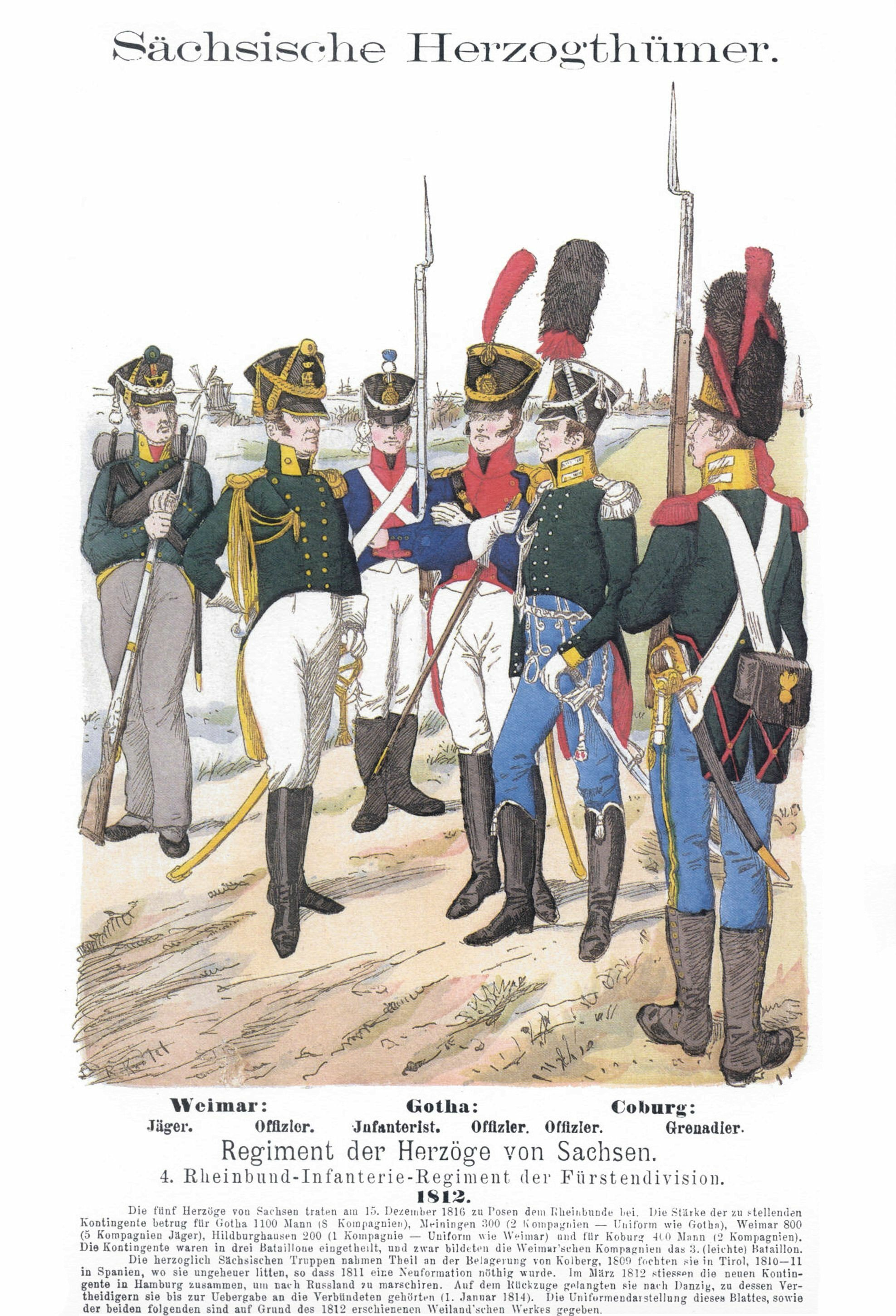
Infanterie des duchés saxons en 1812
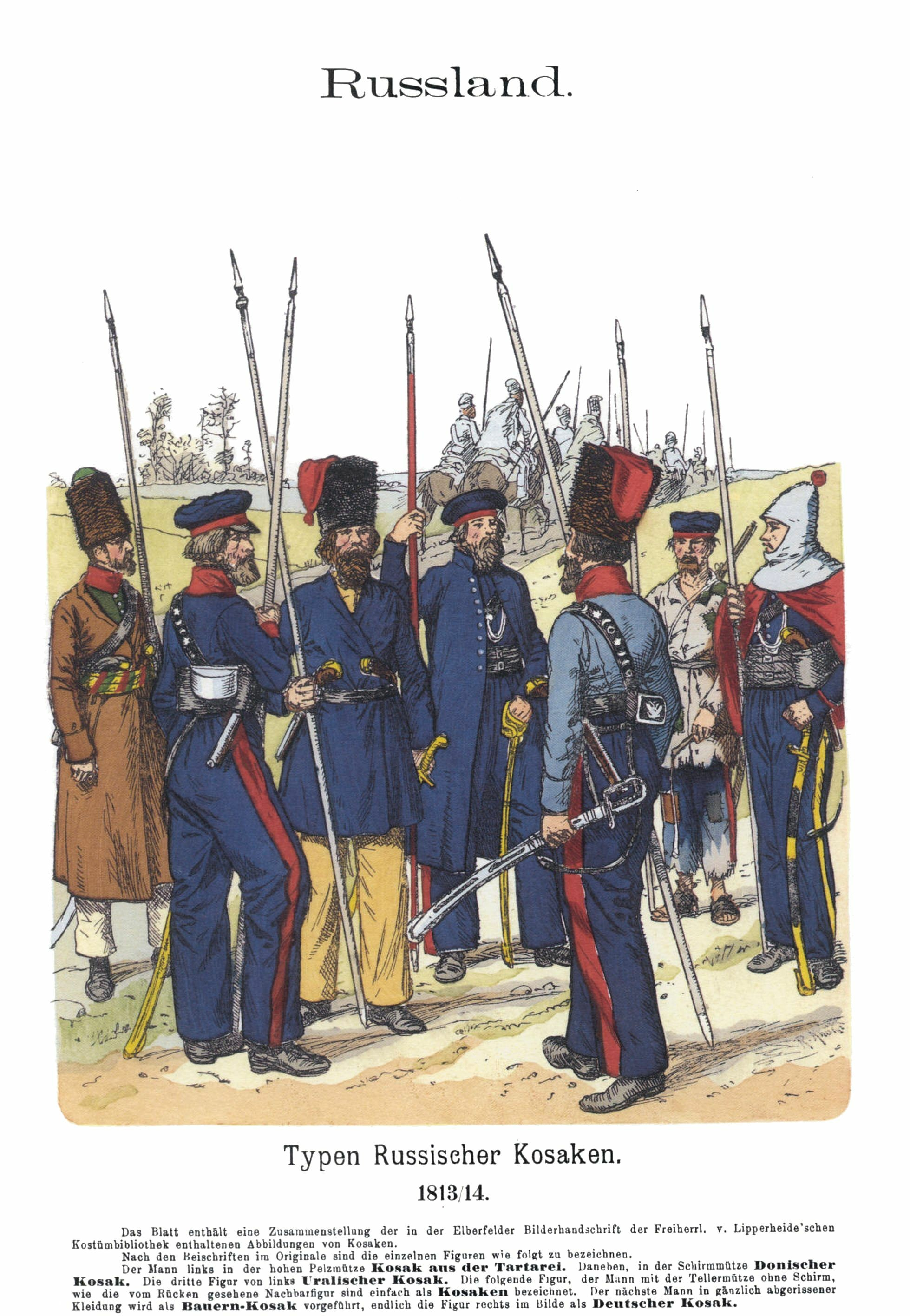
Cosaques attachés à l'armée prussienne en 1813

## Le siège

### Première tentative des coalisés contre Maubeuge
À la fin de février, le général Maison décide de rassembler une partie des divisions françaises autour de Tournai pour mener une attaque contre Gand : le général Carra-Saint-Cyr sort de Valenciennes et se dirige vers Tournai avec 1 800 hommes. Entre-temps, le duc de Saxe-Weimar, ayant reçu le renfort de l'armée saxonne, ordonne des reconnaissances vers Condé-sur-l'Escaut et Maubeuge en vue de s'en emparer pour assurer ses communications avec l'armée de Silésie : la division du général Karl von Le Coq est envoyée vers Condé et celle du général Gustav von Ryssel vers Maubeuge. Maison, craignant d'être pris de flanc, ramène ses forces vers Tournai. Carra Saint-Cyr rencontre la division de Le Coq au Vieux-Condé : les Saxons se replient en perdant une centaine d'hommes. Ryssel avance jusqu'à une lieue de Maubeuge mais se retire en affirmant qu'il serait impossible de la prendre sans un siège en règle.
Pendant ce temps, la manufacture d'armes de Maubeuge continue de fabriquer et réparer des armes pour les autres armées tandis que le colonel Schouler envoie des détachements pour épier et harceler les troupes coalisées. Ils mènent des incursions le 27 février vers Bavay, le 9 mars vers Solre-le-Château, le 11 mars vers le Grand-Reng où ils interceptent un convoi ennemi et délivrent des prisonniers de guerre français.

### Seconde tentative, bombardement de Maubeuge et fin de la guerre

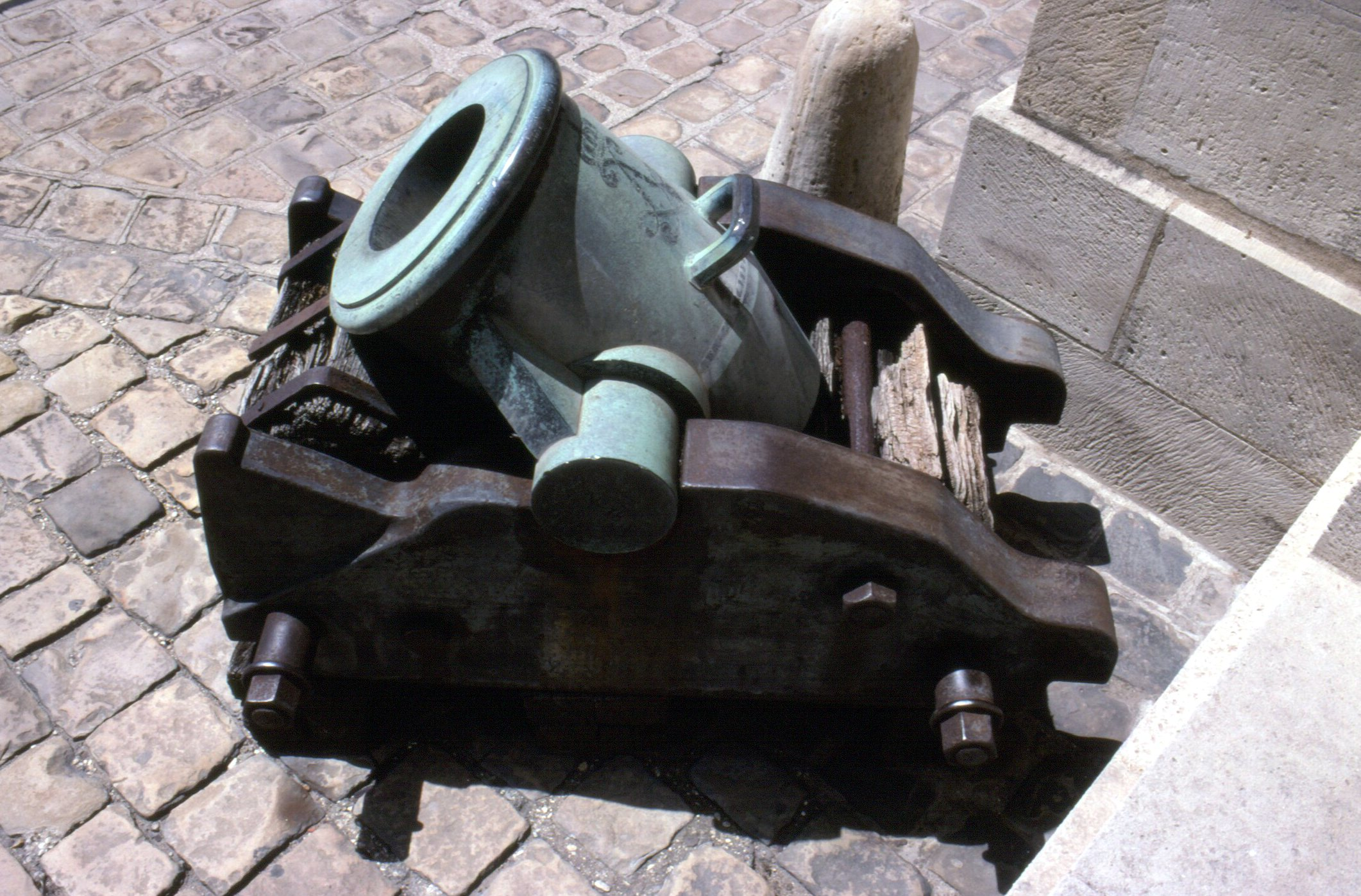
Mortier français Gribeauval de 12 pouces, type classique de l'artillerie de siège.

Le 16 mars, le duc de Saxe-Weimar ordonne une nouvelle tentative contre Maubeuge, confiée au général von Le Coq. Du 18 au 21 mars, les Saxons encerclent la place sur les deux rives de la Sambre ; une escarmouche les oppose aux Français à Assevent. Le 21, ils reçoivent un renfort de trois bataillons prussiens. Le 22, les assiégeants occupent les hauteurs de Rousies et disposent leur artillerie de siège : quatre pièces de 24, six de 12 et huit mortiers, ceux-ci de fabrication britannique. Le général von Le Coq établit son état-major au château de Recquignies et le général prussien Ludwig von Borstell à Berlaimont ; le duc de Saxe-Weimar les rejoint à Cerfontaine. Les assiégeants commencent le bombardement le 23 mars vers 3h du matin mais l'artillerie française, servie par la Garde nationale, riposte et leur fait exploser un magasin à poudre. Le duc de Saxe-Weimar, qui s'est rendu sur place, fait envoyer une sommation qui est rejetée par le colonel Schouler. Les tirs d'artillerie durent jusqu'au soir, puis les assiégeants lèvent le camp pendant la nuit pour se replier à Mons. Dans la journée du 24, la garnison de Maubeuge fait une sortie et chasse une arrière-garde coalisée de Ferrière-la-Grande.

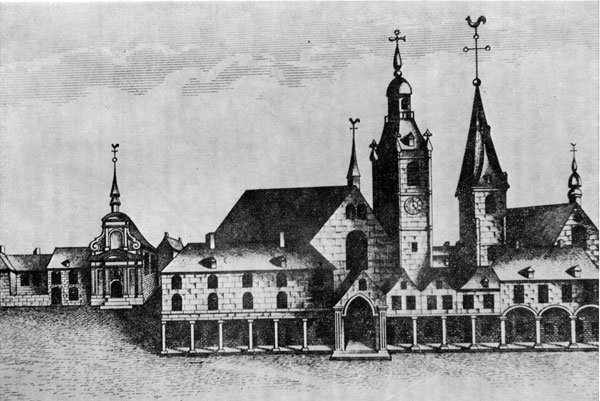
Place de Maubeuge avec les églises Saint-Pierre et Sainte-Aldegonde, dessin du XVIIIe siècle.

Le général von Le Coq ne fait pas de nouvelle tentative contre la ville, se contentant d'en mener le blocus depuis Recquignies. Le corps de Johann von Thielmann est envoyé fourrager autour de Lille tandis que les Prussiens de Borstell se dirigent vers Laon pour rejoindre l'armée de Blücher. Le corps de Ryssel et le régiment cosaque de Rebreïev restent autour de Maubeuge pour compléter le blocus.
Le 24 mars, le corps du général Maison part de Lille en faisant croire aux coalisés qu'il a l'intention de débloquer Maubeuge. En fait, il se dirige au nord, vers les environs de Gand, pour recevoir la division Roguet qui quitte Anvers où elle n'est plus nécessaire. Ainsi renforcé, Maison fait mine de menacer Bruxelles, obligeant le duc de Saxe-Weimar à déplacer ses forces. Maison se tourne alors contre le corps de Thielmann contre lequel il remporte la bataille de Courtrai le 31 mars, dernier affrontement de la campagne sur la frontière nord.
La nouvelle de la prise de Paris et de l'abdication de Napoléon, signée le 6 avril, amène Maison à conclure, le 7 avril, un armistice avec le duc de Saxe-Weimar, ce qui met fin aux opérations en Belgique et dans le département du Nord. Les troupes françaises conservent les places qu'elles occupent à cette date. La ligne de démarcation, fixée le 12 avril, suit le cours de la Sambre de Landrecies à Maubeuge, puis la frontière du département du Nord jusqu'à Menin, la route de Menin à Thourout, et atteint la mer du Nord entre Ostende et Blankenberge.
Dans son rapport, Schouler rend hommage au dévouement des habitants qui ont contribué aux travaux et avancé sans hésiter l'argent, les chevaux et le matériel d'ambulance. Maubeuge échappe à l'occupation même si sa garnison doit remplacer le drapeau tricolore de l'Empire par le drapeau blanc de la Restauration.

## Conséquences
Pendant le siège, le colonel Schouler avait fait demander que Maubeuge, en hommage à sa loyauté, devienne la sous-préfecture de l'arrondissement à la place d'Avesnes : le comte de Villemanzy, administrateur de la région militaire, s'y déclare favorable mais le gouvernement de la Restauration refuse de donner suite à cette demande. Maubeuge, fidèle à l'empereur, est de nouveau assiégée en 1815 pendant la guerre de la Septième Coalition qui met définitivement un terme à la période napoléonienne.
Sous l'Empire, la France avait 8 grandes manufactures d'armes à Charleville, Maubeuge, Mutzig, Liège, Versailles, Saint-Étienne, Tulle et Turin, plus Klingenthal pour les armes blanches. Pendant les guerres de 1814-1815, plusieurs de ces places, dont Maubeuge, avaient été perdues ou encerclées, donc hors d'état de contribuer à l'équipement des armées : il est donc décidé d'évacuer celles de Charleville, Maubeuge, Mutzig et Klingenthal, ainsi que Versailles pour d'autres raisons, et de transférer leur production dans des régions moins exposées aux invasions, notamment à celle de Saint-Étienne et à la nouvelle manufacture de Châtellerault.